# Compositores Renascentistas Portugueses
Os principais compositores em Portugal durante o Renascimento português concentraram-se na música vocal e coral-religiosa. Devem as condições propícias à sua produção artística aos reinados que foram económicamente proveitos e culturalmente ricos, como os de Dom Manuel I, e Dom João III.

## Lista
Os principais compositores renascentistas portugueses foram:
- Afonso, Álvaro (fl. 1440/1471)
- Aguiar, Alexandre de (?-1605)
- Alvarado, Diogo de (1570-1643)
- Andrada, Miguel Leitão de (1553-1630)
- Angelo, Miguel (1475- 1564)
- Aranda, Mateus de  (c.1495-1548)
- Avilez, Manuel Leitão de (?-1630)
- Azevedo, João Leite de (fl.1591/1600)
- Badajoz, João de (fl.1516/1547)
- Baena, António de (fl.1540/1562)
- Baena, Gonçalo de (c.1480-depois de 1540)
- Dom Bento (c.1530-1602)
- Bernal, Afonso Perea (?-1563)
- Dom Brás (?-1582)
- Brito, Estêvão de (1575-1641)
- Cardoso, Manuel (1566-1650)
- Cardoso, Manuel (?-1595)
- Carreira, António (o velho, c.1515/1530-1590/1597)
- Carreira, António (Frei) (o filho, c.1550/55-1599)
- Carreira, António (o moço, fl.1606-m.1637)
- Coelho, Manuel Rodrigues (c.1555-c.1635)
- Correia, Fernão Gomes (fl. 1505-1572)
- Cristo, Estêvão de (fl.1559-m.1613)
- Cristo, Pedro de (c.1550-1618)
- Delgado, Cosme (c.1530-1596)
- Escobar, Pedro de (1465-1535)
- Fernandes, Aires (fl.1550)
- Fernandes, António (c.1550-após 1626)
- Fernandes, Gaspar (1566-1629)
- Fonseca, Miguel (?-1544)
- Formoso, Diogo Fernandes (c.1510-?)
- Gamboa, Pero de (c.1563-1638)
- Garro, Francisco (c.1556-c.1623)
- Góis, Damião de (1502-1574)
- Gouveia, Simão dos Anjos de (fl. 1600/1622)
- Lobo, Duarte (1565-1646)
- Lusitano, Vicente (c.1550-1561)
- Magalhães, Filipe de  (1571-1652)
- Mendes, Manuel (c.1547-1605)
- Morago, Estêvão Lopes (c.1575-c.1630)
- Morata, Ginés de (?-c. 1576)
- Oliveira, António de (fl. c.1600)
- Paiva, Heliodoro de (c.1502-1552)
- Pinheiro, António (c.1550-1617)
- Pires, Vasco (fl. 1481/1509)
- Rebelo, Manuel (c.1575-1647)
- Resende, Garcia de (1470-1536)
- Ribeiro, Lourenço (c.1570-c.1606)
- Saldanha, Gonçalo Mendes de (?-c.1625)
- Santa Maria, Francisco de (c.1532-1597)
- Santiago, Francisco de (c.1578-1644)
- Silva, Andreas de (fl.1520)
- Talésio, Pedro (c.1563-c.1629)
- Trosilho, Bartolomeu (c.1500-c.1567)
- Velez, Francisco (?-1587)
- Dom Vicente (?-1580)
- Vicente, Gil (c.1465-c.1536)